# Fourmetot
Fourmetot era una comuna francesa que estaba situada en el departamento de Eure, de la región de Normandía que el 1 de enero de 2019 pasó a formar parte de la comuna nueva de Le Perrey como comuna delegada.

## Geografía
La comuna se encuentra en el noroeste del departamento, 5 km al noreste de Pont-Audemer. El territorio comunal está atravesado por la autopista A13, que en Fourmentot tiene un área de servicio (sólo en el lado norte). Sin embargo el acceso a la A13 se realiza a través de la A131, también cercana. Así la población dispone de una buena conexión hacia París, Le Havre y la Baja Normandía.

## Historia
En 1843 absorbe la comuna de Lilletot.

## Demografía
| Gráfica de evolución demográfica de Fourmetot entre 1800 y 2016 |
|                                                                 |

Los datos demográficos contemplados en este gráfico de la comuna de Fourmetot se han cogido de 1800 a 1999 de la página francesa EHESS/Cassini, y los demás datos de la página del INSEE.

## Riesgos
La prefectura del departamento de Eure incluye la comuna en la previsión de riesgos mayores  por:
- Presencia de cavidades subterráneas.
- Riesgos derivados del transporte de mercancías peligrosas por la autopista A13.